# 新雷皮夫卡
46°42′4″N 34°7′41″E / 46.70111°N 34.12806°E
新雷皮夫卡（烏克蘭語：Новорепівка）是位於烏克蘭南部的村莊，由赫爾松州海尼切斯克區的新特羅伊茨凱市鎮負責管轄。該村始建於1923年，面積23.5平方公里，海拔高度37米，2001年人口368，人口密度每平方公里15.7人。